# Vils (stad)
Vils is een stad in de Außerfern, in het district Reutte in de Oostenrijkse deelstaat Tirol.
Vils grenst aan de gemeente Pfronten in het Duitse Beieren. De stad is een van de kleinste van Oostenrijk en de enige stad in het gehele district Reutte. Door de stad stroomt de rivier de Vils, die even verderop uitmondt in de Lech.
De stad werd stadsrecht verleend in 1327. Het centrum van de stad kenmerkt zich door brede huizen met uitgebreid beschilderde gevels. De stad wordt ook wel een Ackerbürgerstadt genoemd, omdat de landbouw voor de hier vroeger wonende burgers tot ver in de 20e eeuw een belangrijke bron van inkomsten vormde. De heren van Hohenegg, een middeleeuws adellijk geslacht, bouwden er de burcht Vilsegg, die thans is vervallen tot een ruïne. Vanaf het begin van de 20e eeuw ontwikkelde Vils zich meer en meer als industriestad, waarbij de Außerfernspoorlijn van grote waarde was.